# Colibrí amazília de Wagner
El colibrí amazília de Wagner (Amazilia wagneri) és una espècie d'ocell de la família dels troquílids (Trochilidae) que habita boscos oberts i garrigues del sud d'Oaxaca, a Mèxic.